# ハロウィン (雑誌)
『ハロウィン』は、かつて朝日ソノラマが発行していた日本の少女向けホラー漫画雑誌。月刊。創刊号は1986年1月号。1995年に休刊。

## 概要
創刊号は1985年12月の1986年1月号。「ホラー・オカルト少女マンガ誌」として創刊。月刊。『ネムキ・眠れぬ夜の奇妙な話』『ほんとにあった怖い話』などの増刊誌が発行された。1995年12月号を最後に休刊。

## 主な掲載作品
- 華麗なる恐怖シリーズ（まつざきあけみ）
- 金銀花（岸裕子）
- 金目童子（高橋葉介）
- 幻樹をさがせ!!（原作：竹河聖 作画：川村真弓美）
- 眩惑の摩天楼（篠原烏童）
- 惨劇館（御茶漬海苔）
- 純白の血（篠原烏童）
- 新説百物語（つのだじろう）
- スペシャル・メニュー（まつざきあけみ）
- 千年の孤独（三原千恵利）
- ダークキャット（木村直巳）
- タロットウォーズ（氷室奈美）
- 富江（伊藤潤二）
- 変幻退魔夜行 カルラ舞う!（永久保貴一）
- 水喪祭（成毛厚子）
- 迷宮城（まつざきあけみ）
- メビウス（杉山祐子）
- 倫敦魔魍街（JET）

## 増刊誌
- ネムキ・眠れぬ夜の奇妙な話
- ダークムーン
- ほんとにあった怖い話
- ハロウィンX